# Bolanle Awe
Bolanle Awe (Yoruba : Bọ́láńlé (Fájẹ́m̄bọ́là) Awẹ́), née le 28 janvier 1933 à Ilesha (Nigeria), est une professeure d'histoire nigériane d’ascendance yoruba. Elle est connue notamment comme une pionnière de l'histoire des femmes nigérianes. Elle a également mené d'importantes recherches sur les sources orales et la méthodologie historique.

## Biographie
Bolanle Awe est née le 28 janvier 1933 dans la ville d'Ilesha, au Nigeria. Son père est Samuel Akindeji Fajembola et sa mère Mosebolatan Abede. Son père, originaire de la ville d'Ibadan, était négociant en cacao et directeur de la John Holt & Co, une société de transport maritime et de marchandises diverses. Sa mère, originaire de la ville d'Ilesa, était membre de la famille Abede, une branche de la maison royale de Bilayirere, l'une des quatre maisons royales d'Ilesa. Sa mère était enseignante. Sa famille s’est installée à Ilesa lorsque son père est muté dans l'une des succursales de John Holt & Co. dans cette ville. Elle fréquente la Holy Trinity School, Omofe-Ilesha. Puis sa famille déménage à nouveau, s’installant  à Ibadan lorsqu'elle a 8 ans, elle poursuit ensuite sa scolarité à la St James Primary School, Okebola, à Ibadan et à la St Anne's School, autre établissement d’Ibadan. Elle passe ses A-levels à la Perse School de Cambridge. A l'université de St Andrews en Écosse, elle obtient une maîtrise en histoire en 1958, avant de passer un doctorat en histoire à l'université d'Oxford en 1964. Entre-temps, en décembre 1960, elle se marie avec Olumuyiwa Awe. Bolanle Awe rentre ensuite au Nigeria, en 1964 où elle devient enseignante à l'université d'Ibadan de 1964 à 1966.
Puis elle enseigne à l'université de Lagos de 1966 à 1973. En 1973, elle est la première femme nommée directrice de l'Institute of African Studies (IAS) de l'université d'Ibadan. Bien que sa formation ait été en partie effectuée en Grande-Bretagne, ses approches et méthodes historiques sont profondément influencées par l'approche pionnière qui prévaut à l'école d'histoire de l’Université College d'Ibadan (devenue l'université d'Ibadan),
Elle devient professeur dans cette même université en 1977. En tant que chercheuse, elle fait partie des historiens qui autorisent l'inclusion des traditions orales dans leurs recherches, pour retracer des faits antérieurs à l'arrivée des Européens. Elle s'emploie également à identifier le rôle des femmes dans l'histoire et elle  cofonde le Centre de recherche et de documentation sur les femmes (WORDOC) pour promouvoir la coordination de la recherche sur les études des femmes et les nouvelles méthodologies d'étude des femmes nigérianes,. En 1982, elle est faite Officier de l'Ordre de la République fédérale du Nigeria.
De 1990 à 1992, elle a été la première présidente de la Commission nationale pour les femmes (NCW). Cependant, elle a démissionné de ce poste en 1992 après que le gouvernement ait restructuré la commission, la plaçant sous le contrôle de la première dame du Nigeria, Maryam Babangida.
En 1998, elle prend sa retraite. Après sa retraite, elle continue à faire de la recherche et en 2005, elle reprend même des responsabilités dans l’administration de l'Université du Nigeria à Nsukka.